# Воанергес
Воанергес, или Боанергос (греч. Βοανηργές, сир. ܒܢܝ ܪܓܫܝ, banê rageš, ивр. בני רעם‎, bnei raam; буквально «сыновья грома») — именование в Новом Завете сыновей Зеведеевых (Иакова и Иоанна), которое евангелист Марк объясняет как означающее «сыны громовы». Иисус Христос называет так обоих апостолов (Мк. 3:17).

## Христианское объяснение
Относительно происхождения прозвища единого мнения нет. С точки зрения А. Меня, оно было дано братьям за горячий нрав. По мнению других богословов — за их потрясающую речь, проникающую в сердца, как молния и гром.
Происхождение этого имени можно увидеть в Евангелии от Луки (Лк. 9:54, 55), где рассказывается о случае, когда Иаков и Иоанн, разгневанные отказом жителей самаритянской деревни встретить Христа, воскликнули: «Господи, хочешь Ты, чтобы мы навлекли огонь небесный и они погибли?». Тогда Он повернулся к ним и указал им, что они «не того духа», то есть призвал их к милосердию. Пылкая любовь этих юношей к их Учителю и Его учению показала их вспыльчивость и ревность. В своём возмущении они сами совершают ошибку, становясь бессердечными.

## В мифологии
Как показал Рендель Харрис, «громовые близнецы» существуют в таких разных культурах, как Греция, Скандинавия и Перу. Они напоминают германо-скандинавских Магни и Моди, которых называют не близнецами, а преемниками Грома (Тора) в «Рагнарёке».
Миссионер-иезуит Арриага в своём «Искоренении идолопоклонства в Перу» (1620) пишет, что индейцы считали рождение двойни нечестивым, и говорили, что один из них «дитя молнии», и требовали суровой епитимьи как за великий грех. Перуанцы, о которых говорит Арриага, стали христианами и узнали от испанских миссионеров, что святые Иаков с Иоанном были названы Христом «сынами грома», — фраза, которую эти перуанские индейцы, кажется, поняли, тогда как комментаторы христианской церкви упустили смысл. Индейцы заменили имя первого из братьев на имя Сантьяго (исп. Santiago, San Iago, San Tiago, San Diego; отсюда именование испанской дороги как «Камино де Сантьяго» — Путь Святого Иакова).